# Bobby Fish
Robert Anthony Fish (* 27. Oktober 1976 in Albany, New York) ist ein amerikanischer Wrestler, der aktuell in den Independents auftritt. Seine bislang größten Erfolge waren der zweifache Erhalt der NXT Tag Team Championship sowie der dreifache Erhalt der ROH World Tag Team Championship.

## Wrestling-Karriere

### Erste Anfänge (2002–2006)
Bobby Fish gab sein Pro-Wrestling-Debüt im Jahr 2002, nach dem Training mit Tony DeVito und Harley Race. Er trat mehrere Jahre im Nordosten unter den Namen Jerk Jackson und Madden Fisher an, bevor er sich für den Namen Bobby Fish entschied. Er gab sein Debüt für Ring of Honor am 2. Oktober 2004, wo er sich mit Scott Cardinal zusammenschloss und gegen die Rebellenarmee verlor. Fish rang für den größten Teil seiner frühen Karriere, für Pro Wrestling Unplugged und debütierte im Februar 2005. Am 20. Mai besiegten er und Cardinal drei andere Teams, um die vakante PWU Tag Team Championship zu gewinnen, bevor sie im September die Titel verloren.
Nach seiner Rückkehr von seiner ersten Tour mit Noah kehrte Fish zum Northeastern Independent Circuit zurück.

### Pro Wrestling Noah (2006–2013)
Fish tourte 2006 mit Pro Wrestling Noah, durch Japan und debütierte am 19. Mai 2006 gegen Atsushi Aoki. Einige Jahre lang tourte Fish mindestens einmal im Jahr mit Noah. Fish nahm an der Global League 2011 teil und gewann nur vier Punkte. 2012 nahmen Fish und Edwards an der NTV G Cup Junior Heavyweight League teil und holten erneut vier Punkte.

### Ring of Honor (2012–2017)
2012 debütierte Fish im Ring of Honor, wo er mit Kyle O’Reilly das Tag Team reDRagon gründete. Am 2. März 2013 besiegte reDRagon die Briscoe Brothers für die ROH World Tag Team Championship. Sie verloren den Titel am 27. Juli an Forever Hooligans Alex Koslov und Rocky Romero. Die Titel gewannen sie jedoch am 17. August von Davey Richards und Eddie Edwards zurück. Am 8. März 2014 verloren sie die Titel an The Young Bucks.
Fish und O’Reilly gewannen am 17. Mai 2014 die Titel von The Young Bucks zurück. Fish und O’Reilly verloren die Titel an The Addiction Daniels und Kazarian beim Ring of Honor Wrestling-Tapings am 4. April 2015.
Am 8. Mai 2016 besiegte Fish bei Global Wars Tomohiro Ishii und gewann den ROH World Television Championship. Er verlor den Titel an Will Ospreay am 18. November 2016. Im März 2017 gab Fish seinen Rücktritt von der ROH bekannt.

### New Japan Pro Wrestling (2014–2016)
Am 3. November 2014 besiegte reDRagon The Young Bucks im Finale, um ein Turnier zu gewinnen. Am 8. November 2014 gewann sie die IWGP Junior Heavyweight Tag Team Championship. Am 11. Februar 2015 bei The New Beginning in Osaka verloren sie die Titel an The Young Bucks.
Am 16. August 2015 besiegte reDRagon The Young Bucks und gewann zum zweiten Mal die IWGP Junior Heavyweight Tag Team Championship. Die Titel verloren sie am 4. Januar 2016 wieder an The Young Bucks.

### World Wrestling Entertainment (2017–2021)
Fish gab sein Debüt bei NXT bei den Fernsehaufnahmen vom 23. Juni 2017 und verlor gegen Aleister Black. Triple H bestätigte die Vertragsunterzeichnung von Fish am 12. Juli.
Bei NXT TakeOver: Brooklyn III griff Fish zusammen mit O’Reilly SAnitY an, nachdem sie The Authors of Pain besiegt hatten. Am 29. November 2017 gewann er zusammen mit der Undisputed Era die NXT Tag Team Championship von SAnitY. Die Regentschaft hielt 202 Tage und verloren die Titel, schlussendlich am 19. Juni 2018 an Moustache Mountain Tyler Bate und Trent Seven. Während der Regentschaft erlitt er einen Kreuzbandriss und einen MCL-Riss im linken Knie. Er wurde später operiert und war sechs Monate lang außer Gefecht. Am 17. Oktober 2018 kehrte Fish zu NXT zurück, um The War Raiders anzugreifen, und half so seinen Kollegen Kyle O’Reilly und Roderick Strong, ihre Gürtel durch Disqualifikation zu behalten.
Am 15. August 2019 gewannen sie erneut die NXT Tag Team Championship. Hierfür besiegten sie The Street Profits Angelo Dawkins und Montez Ford. Die Regentschaft hielt 185 Tage und verloren die Titel, schlussendlich am 16. Februar 2020 an The Broserweights Matt Riddle und Pete Dunne.
Bei NXT TakeOver: WarGames IV am 6. Dezember 2020, bestritt er zusammen mit seinen Undisputed Era Kollegen ein War Games-Match, dieses gewannen sie. In diesem Match erlitt er einen Trizepsriss. Am 11. Mai 2021 kehrte er in die Shows von NXT zurück und machte den Save für Kyle O’Reilly.
Am 6. August 2021 wurde er von WWE entlassen.

### All Elite Wrestling (2021–2022)
Am 6. Oktober 2021 debütierte Fish bei All Elite Wrestling und unterlag in einem Titelmatch um die AEW TNT Championship dem Titelträger Sammy Guevara. Kurz darauf gab AEW bekannt, dass Bobby Fish einen Vertrag unterschrieben hat und offiziell zum Roster gehört.
Am 31. August wurde bekannt, dass sein Vertrag ausgelaufen ist und er ihn nicht verlängern werde.

## Titel und Auszeichnungen
- High Risk Wrestling
  - HRW Tag Team Championship (1×) mit Kyle O’Reilly

- New England Championship Wrestling
  - NECW Heavyweight Championship (1×)

- New Japan Pro-Wrestling
  - IWGP Junior Heavyweight Tag Team Championship (2×) mit Kyle O’Reilly
  - Super Jr. Tag Tournament (2014) mit Kyle O’Reilly

- Pro Wrestling Noah
  - NTV G+ Cup Jr. Heavyweight Tag League Fighting Spirit Award (2012) mit Eddie Edwards

- Pro Wrestling Unscripted
  - PWU Tag Team Champion (1×) mit Scott Cardinal

- Ring of Honor
  - ROH World Tag Team Championship (3×) mit Kyle O’Reilly
  - ROH World Television Championship (1×)
  - Tag Wars Tournament (2014) mit Kyle O’Reilly
  - Survival of the Fittest (2016)

- Upstate Pro Wrestling
  - UPW Heavyweight Championship (1×)

- WWE
  - NXT Tag Team Championship (2×) mit Kyle O’Reilly, Adam Cole & Roderick Strong (1)
  - NXT Year-End Award für Tag Team des Jahres (2019)

- Pro Wrestling Illustrated
  - Nummer 26 der Top 500 Wrestler in der PWI 500 im Jahr 2016
  - Tag Team des Jahres im Jahr 2019